# Antonio Sentmanat y Castellá
Antonio Sentmanat y Castellá  (ur. 21 kwietnia 1734 w Barcelonie, zm. 14 kwietnia 1806 w Aranjuez) – hiszpański duchowny katolicki, kardynał, Patriarcha Zachodnich Indii, wikariusz generalny hiszpańskiej armii i floty.

## Życiorys
Pochodził z katalońskiego rodu arystokratycznego. Święcenia kapłańskie 23 września 1758. 17 lutego 1783 został wybrany biskupem Ávili. 24 lutego 1783 w Rzymie przyjął sakrę z rąk kardynała Francesco Saverio de Zelady (współkonsekratorami byli arcybiskupi Orazio Mattei i Giuseppe Contesini). 25 czerwca 1784 objął stolicę patriarchalną Zachodnich Indii, na której pozostał już do śmierci.
30 marca 1789 Pius VI wyniósł go do godności kardynała prezbitera. Nie brał udział w konklawe wybierającym Piusa VII.